# Csatlós Melinda
Csatlós Melinda (Győr, 1990. december 13. – ) magyar író, pedagógus.

## Életpályája
Gyermekkorát a Bakonyjákón (Veszprém megye) töltötte. Nagyszülei példája és elbeszéléséi valamint földművelő és gazdálkodó életmódja nagymértékben hatott későbbi munkásságára. Így került érdeklődésének középpontjába a régi parasztvilág és annak természetes velejárója a népművészet. 
Középiskolai tanulmányait a veszprémi Dohnányi Ernő Zeneművészeti Szakközépiskola klasszikus klarinét szakán végezte. Itt ismerkedett meg a magyar népzenével. 
2010 és 2013 között a Kőris zenekar klarinét-tárogatós tagja volt. Emellett népzenei tanulmányokat folytatott a székesfehérvári Hermann László Zeneművészeti Szakközépiskola népzene, népi klarinét-tárogató szakán. Ebben az időben szülőfalujában népi vallásosság és szakrális emlékek témában néprajzi gyűjtést végezett, melyet az Országos Népművészeti Verseny zsűrije IV. hellyel jutalmazott. 
2012-ben jelent meg első önálló kötete Egy tucat bakoknyi betyármese címmel, melyet a magyar népművészet iránti elkötelezettsége és a jövő nemzedéke iránti aggodalma ösztönözött. 
2013-ban jelent meg második önálló kötete Történetek a faluból címmel, mely néprajzi ihletésű elbeszéléseket tartalmaz. 
2016-ban a Széchenyi István Egyetem Apáczai Csere János Kar tanító szakán szerzett diplomát magyar nyelv és irodalom, valamint ének-zene műveltségterületen.  Szintén 2016-ban szerezte második diplomáját a Győri Hittudományi Főiskolán katekéta-lelkipásztori munkatárs szakon. 2018-ban ugyanitt mesterdiplomázott.   
2016-tól pedagógusként dolgozik. 
2024-től ismét aktív irodalmi tevékenységet folytat.

## Megjelent önálló kötetek
- Csatlós Melinda: Egy tucat bakonyi betyármese. Miskolc, Könyvműhely, 2012.  ·
- Csatlós Melinda: Történetek a faluból. Miskolc, Könyvműhely, 2013.  ·
- Csatlós Melinda: Több tucat feladat bakonyi betyármesékhez. Miskolc, Könyvműhely,2016.  
Antológiákban megjelent írások:  ·
- Csatlós Melinda: Szúnyog döngeti a hegyet. In.:Mesék könyve. Szerk. Simonits Erzsébet. Zalaegerszeg, Pannon Lapok Társasága Kiadói Kft. , 2011, [22-23].  ·
- Csatlós Melinda: Béreslegény és a béres csepp. In:Életcseppek. Szerk.Béres Klára.Budapest, Akovita Kft., 2012, [190-191].  ·
- Csatlós Melinda: Mikor a Tázló befagyott. In:Üzenetek, vallosmások, strófák.Szerk: Végh József mkl. Rétság, Gödöllői Innovációs Központ Kft., 2012, [42-46].  ·
- Csatlós Melinda: Emlék. In: Üzenetek, vallomások, strófák. Szerk: Karaffa Gyula. Rétság, Városi Művelődési Központ és Könyvtár. 2016, [32-33].  ·
- Csatlós Melinda: Élet halál harc. In: Üzenetek, vallomások, strófák. Szerk: Karaffa Gyula, Rétság, Városi Művelődési Központ és Könyvtár, 2017, [32-33].  ·
- Csatlós Melinda: Spangár András. In: Üzenetek, vallomások, strófák. Szerk: Karaffa Gyula, Rétság, Városi Művelődési Központ és Könyvtár, 2017, [34].
- Csatlós Melinda: Ami a szívemet nyomja. In: Ami a szívemet nyomja. Szerk:........, Budapest. 2024.

### Egy tucat bakonyi betyármese
A legendás bakonyi betyárok alakjai (Sobri Jóska, Milfajt Ferkó, Savanyú Jóska, Mógor Jancsi, Lakat Miska) híres-neves cselekedetei, a régi parasztvilág betyárszeretete és mindennapjaik legjellemzőbb eseményei elevenednek fel ezekben a történetekben.  
A kötet tizenkét betyármesét tartalmaz:  
- Milfajt Ferkó betyársága
- A bakonyi betyárok tulipános cifraszűre
- Patkó Bandi imája
- A betyárok hangszere
- A betyárszűrös bíró
- A betyárkóró
- Savanyú Jóska és a tizenkét bakonyi betyár
- Hogyan keletkezett a Likas-kő barlang
- A betyároknak kedvező csárda
- Betyárbecsület
- A zsiványokból lett betyárok
- A betyárok mi is köztünk élnek

### Történetek a faluból
A kötet tizenkét elbeszélést tartalmaz. Az elbeszélésekben írói fantázia hiteles néprajzi ábrázolásmóddal találkozik, mely által betekintést nyerhetünk a 19. századi falusi emberek életébe. A történetek különböző helyszíneken játszódnak, és felölelik a teljes magyar nyelvterületet a Dunától egészen a Moldváig. 
A kötet elbeszélései: 
- A szegletkő
- A pákász
- Subás Marci
- Csepi Kata temetése
- Pista bácsi legényese
- A levél
- Két fél alma
- Miklós Tanító Úr
- Istenkeresés
- Mikor a Tázló befagyott
- Mitől székely a székely?
- Trilógia: 
  - A messziről érkező
  - Kincs a kincsek között
  - Ami soha nem vész el

## Díjai
2011 - Országos Népművészeti Verseny IV. hely